# 《论语郑氏注》唐西州卜天寿抄本

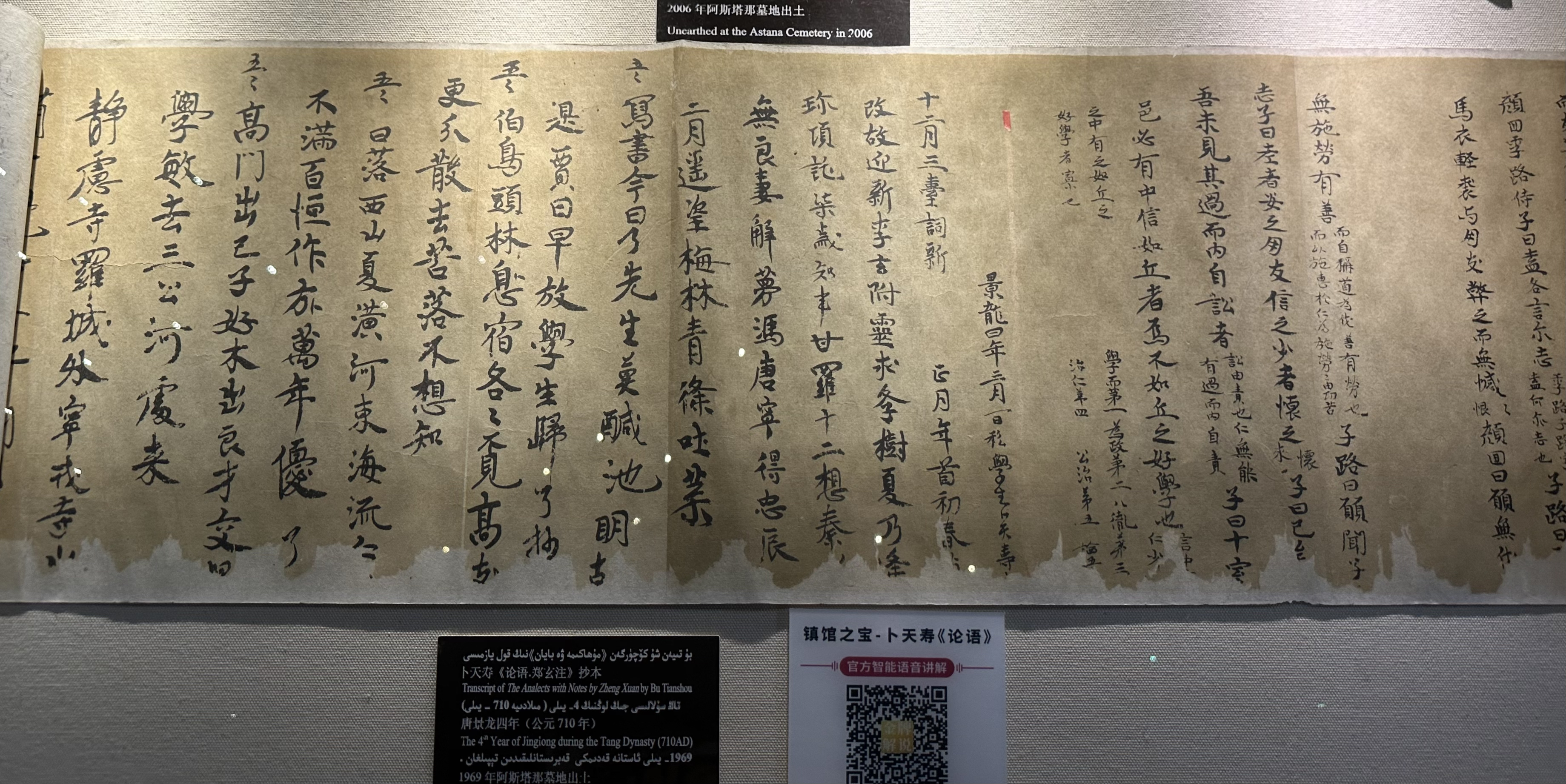
国家珍贵古籍名录《论语郑氏注》唐西州卜天寿抄本，藏于吐鲁番博物馆

《论语郑氏注》唐西州卜天寿抄本是于阿斯塔那古墓群出土的麻纸制《论语郑氏注》抄本，由唐代景龙四年（710年），西州12岁的卜天寿所抄写。现藏于吐鲁番博物馆，收录入首批《国家珍贵古籍名录》中。

## 名称
《论语郑氏注》唐西州卜天寿抄本在不同研究中或有不同命名。包括唐景龙四年写本《论语郑氏注》残卷、唐写本《论语郑氏注》、卜天寿《论语》抄本、卜天寿《论语》写本等。

## 出土与研究
1967年，吐鲁番县火焰山人民公社境内发现有唐墓，即阿斯塔那古墓群363号墓。吐鲁番县文物保管所于1969年开始对该墓葬进行发掘。该墓葬属于盛唐时期，为斜坡墓道土洞式长方形墓室，墓葬有两具仰身直肢尸体。除《论语郑氏注》唐西州卜天寿抄本外，从此墓还出土有包括卜老师诉状、贷钱契、杂记残纸等文字文书；绢、锦、麻等织品；波斯银币等钱币在内的遗物。
《论语郑氏注》唐西州卜天寿抄本出土后，中国科学院考古研究所于1972年根据《论语注疏》《四书考异》《七经孟子考文并补遗》等校勘论语文本本身；根据敦煌写本《论语·郑玄注》残卷、《论语集解》《论语义疏》等校勘郑氏注。同时，中国科学院考古研究所研究抄本本身，包括所抄《论语》之源、未见于他处的论语郑氏注等。郭沫若等学者对《论语》后的诗词、杂录进行过研究、校释。郭沫若等人也校释了抄本中《十二月三台词》。另外，《十二月三台词》代表了《三台》音乐在唐西州的流行，此后《三台》音乐逐渐向东传播，流行于中原，甚至传入日本。《论语郑氏注》唐西州卜天寿抄本的书法虽非优秀，但体现了唐代书法艺术的发达和对书法教育的重视。《论语郑氏注》唐西州卜天寿抄本的同音通假字或误字则体现唐西州的方音与当时中原语音的相同。
《论语郑氏注》唐西州卜天寿抄本的6首五绝杂诗中《百鸟投林宿》等5首为民间流传旧诗。对其中《他道侧书易》一诗的解析略有争议。郭沫若判断诗中“侧”实为“札”的误写。也有“侧”并未写错，是卜天寿写字姿势不正的说法。也可能“侧书”并非误写或与姿势相关，而是从左向右横向书写的胡书，即当地民族文字，与从右向左竖写的汉字截然不同。而对其余一首《写书今日了》是否为卜天寿所作说法不一。郭沫若认为此篇为卜天寿所作，媒体、政府也称此诗为卜天寿所写，为其期待放假所作。不过，敦煌文献《竹林清郁郁》与《写书今日了》内容有大致相同之处，敦煌文献中也有“今日写书了”的文句，故《写书今日了》可能并非卜天寿即景抒情之作，而是即景改造之作。

## 形制和内容
《论语郑氏注》唐西州卜天寿抄本为白麻纸制，分幅粘接而成，横长5.38米，纵宽0.27米。抄本每行大约20字，所抄内容为《论语》前五篇，不过发现时《学而》全篇、《为政》大部已残缺不全，抄本下端也有不同程度的残缺。发现时存《八佾》《里仁》《公冶长》三篇、《为政》中“和为则民服”章以下15行。每篇题下写有“孔氏本 郑氏注”，即《论语郑氏注》。文中共计147条郑玄注，其中79条未见他处记载，包括《为政》6条，《八佾》22条，《里仁》25条，《公冶长》26条。《公冶长》篇后题有“景龙四年三月一日私学生卜天寿□”。《论语》后抄录有《十二月三台词》的正月一首、二月的一句半。再后有卜天寿或抄写、或创作的四首五绝诗，之后有包含有宁戎寺（即柏孜克里克千佛洞）、静虑寺、玄觉寺等佛教寺名在内的杂写。之后又有2首五绝诗。后有题记“西州高昌县宁昌乡厚风里义学生卜天寿年十二状□”。卷终朝有《千字文》首段五句。卜天寿所写《论语》本文中，至少有150处差异字，其中误字、漏字、避讳、少“也”占八成。不过抄本所用别字大部分与当时中原地区俗字写法相同。

## 展出及保护
《论语郑氏注》唐西州卜天寿抄本现收藏于吐鲁番博物馆并展出。有时会借展至其他博物馆，如2014年，于长沙简牍博物馆举办的的“吐鲁番出土文书精粹展”、2023年，在中国国家博物馆举办的“交融汇聚——新疆精品历史文物展”上展出。
《论语郑氏注》唐西州卜天寿抄本于2008年被中华人民共和国文化部列入首批《国家珍贵古籍名录》，编号为00177。

## 衍生作品
2022年开始，新疆维吾尔自治区博物馆推出文物活化舞台剧《千年之语》。舞台剧《千年之语》第二篇章《亘古习诵》的原型之一便是《论语郑氏注》唐西州卜天寿抄本。